# Xứ sở diệu kỳ tàn bạo và chốn tận cùng thế giới
Xứ sở diệu kỳ tàn bạo và chốn tận cùng thế giới (世界の終りとハードボイルド・ワンダーランド Sekai no Owari to Hādoboirudo Wandārando) là tên tiểu thuyết phát hành năm 1985 của nhà văn người Nhật Murakami Haruki. Cũng như nhiều tác phẩm khác của mình, ở đây Murakami sử dụng song song và luân phiên hai tuyến truyện với hai người kể chuyện khác nhau.

## Sơ lược cốt truyện
Xứ sở diệu kỳ tàn bạo và chốn tận cùng thế giới khai thác vấn đề lý trí con người lúc tỉnh táo và trong lúc vô thức (ở đây tác giả sử dụng sai chữ "tiềm thức").

### Xứ sở diệu kỳ tàn bạo
Người kể chuyện xưng "tôi" (watashi) là một "Calcutec", con người hệ thống xử lý / mã hoá dữ liệu được huấn luyện để sử dụng tiềm thức để khoá dữ liệu. Những Calcutec làm việc cho Hệ thống, đối lập với những Semiotec làm việc cho Nhà Máy. Nhìn chung các liên kết giữa hai tổ chức là: Hệ thống bảo vệ dữ liệu, Nhà Máy đánh cắp chúng. Nhân vật chính được đưa đến gặp một nhà bác học già đang nghiên cứu về việc khử âm thanh để giúp ông ta làm thí nghiệm của mình. Nhưng cuối cùng, anh lại phát hiện ra mình chỉ còn sống được một ngày rưỡi trước khi bị chìm vào thế giới tiềm thức của chính mình. 

#### Nhân vật
Người kể chuyện (watashi)
Khoảng 35 tuổi. Sống ở Tokyo. Là người có óc quan sát tỉ mỉ nhưng khá bàng quan trước thay đổi của thế giới xung quanh.
Ông Già / Nhà bác học
Một nhà khoa học thuê người kể chuyện để xử lý thông tin. Đang nghiên cứu về khử âm thanh. Ông đã tìm ra cách đọc tiềm thức và đã ghi lại được những hình ảnh có nghĩa. Sau đó, ông sẽ biên tập những hình ảnh này thành một câu chuyện và cấy chúng vào tiềm thức của đối tượng nghiên cứu (một trong số đó là người kể chuyện).
Cô nàng béo bệu
Cháu gái của nhà bác học. Tuy phì nộn nhưng rất gợi cảm. Cô đã giúp đỡ người kể chuyện đi xuyên qua ống nước thải. Cuối cùng, khi người kể chuyện đã rơi vào hôn mê, cô quyết định chuyển vào sống trong căn hộ của anh.
Thủ thư
Cô gái luôn đói bụng. Đã giúp người kể chuyện tìm hiểu về kỳ lân và trở thành người tình 48 giờ của anh.
Ōotoko & Chibi
Hai tên côn đồ đến phá hoại căn hộ và rạch bụng nhân vật chính.
Yamikuro (Anh: INKling)
Sinh vật giống như Kappa nhưng có nền văn hoá riêng và sống dưới cống nước thải của Tokyo. Căm ghét loài người. Ăn đồ hư thối và uống nước bẩn.

### Chốn tận cùng thế giới
Trong thế giới này, nhân vật thứ hai xưng "tôi" (boku) đang trong quá trình hoà nhập Thị Trấn, một nơi bị bao bọc bởi bức tường kiên cố, sau khi anh bị tách khỏi cái Bóng của mình. Ở Thị Trấn, không ai có bóng, và cũng không ai có linh hồn. Anh được giao nhiệm vụ đọc giấc mơ để xoá sổ mọi dấu vết của linh hồn còn hiện hữu khỏi Thị Trấn và được cô Thủ Thư trợ giúp học cách đọc giấc mơ. Anh dần yêu cô. Khi anh biết được bí mật của Thị Trấn và về những con quái vật chết vào mùa đông, anh cùng với Bóng của mình lên kế hoạch chạy thoát. 

#### Nhân vật
Người kể chuyện (boku)
Cư dân mới của Thị Trấn với tất cả ký ức đều bị mất. Bị tách rìa khỏi Bóng của mình và mắt bị làm cho nhạy cảm với ánh sáng.
Bóng
Khi bị tách khỏi người, Bóng sẽ phải sống chung với người bảo hộ (ở đây là Người Gác Cổng) cho đến lúc chết; và người kể chuyện sẽ không còn linh hồn. Nắm giữ ký ức về cuộc sống trước khi đến Thị Trấn của người kể chuyện và mong muốn trốn thoát khỏi Thị Trấn cùng với anh để trở về thế giới của họ.
Người Gác Cổng
Người bảo vệ "Chốn tận cùng thế giới". Là một người nham hiểm.
Thủ thư
Người giữ sọ quái vật và hỗ trợ người kể chuyện đọc giấc mơ của chúng. Không có linh hồn như mọi cư dân khác của thị trấn nhưng mẹ cô thì có.
Đại tá
Hàng xóm của người kể chuyện.
Quản lý trạm phát điện
Quản lý trạm phát điện duy nhất của Thị Trấn. Do còn giữ một linh hồn không toàn vẹn nên không thể quay về Thị Trấn.

## Phát hành
Tiểu thuyết được phát hành ngày 15 tháng 6 năm 1985 bởi nhà xuất bản Shinchosha. Năm 2009, Lê Quang chuyển ngữ tác phẩm sang tiếng Việt từ bản tiếng Đức của Annelie Ortmanns, tham khảo bản tiếng Anh của Alfred Birnbaum và được Nhã Nam xuất bản.

## Ảnh hưởng
Murakami Haruki thường bày tỏ niềm đam mê dành cho văn chương phương Tây và sự ngưỡng mộ dành cho người tiên phong cho dòng hard-boiled (chín ép) Raymond Chandler. Tiểu thuyết này cũng mang nhiều yếu tố của văn học trinh thám hard-boiled và khoa học giả tưởng.
Phần "Chốn tận cùng thế giới" có nhiều điểm tương đồng với tiểu thuyết Lâu đài của Franz Kafka. Theo đó, nhân vật chính là một người đến với một nơi mới, bàng hoàng và ngỡ ngàng trước hành xử kỳ lạ của cư dân ở đó. Ta có thể thấy hình ảnh mất đi cái bóng của mình trong tiểu thuyết Victoria của nhà văn người Na Uy Knut Hamsun hay truyện ngắn năm 1814 "Peter Schlemihls wundersame Geschichte" của Adelbert von Chamisso.

## Giải thưởng
- Giải Tanizaki năm 1985